# Frances Margaret Taylor

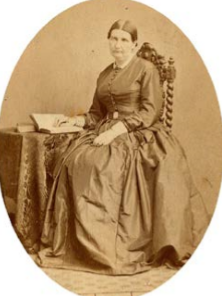

Frances Margaret Taylor (ur. 20 stycznia 1832 w Stoke Rochford, zm. 9 czerwca 1900) – Służebnica Boża Kościoła katolickiego.

## Życiorys
Frances Margaret Taylor urodziła się we wsi Stoke Rochford. Była najmłodszym z dziesięciorga dzieci Henry'ego Taylora i Marii Louisy Jones. Jej ojciec był proboszczem anglikańskiej wiejskiej parafii w hrabstwie Lincolnshire, a dziadek Richard Taylor proboszczem w hrabstwie Wiltshire. Kiedy w 1853 roku doszło do wybuchu wojny krymskiej. Frances zgłosiła się na ochotnika i pracowała jako pielęgniarka w szpitalach wojskowych. Wkrótce została przeniesiona do szpitala wojskowego w Koulali. Tam, po zasięgnięciu rady księdza Sydneya Woolletta, zdecydowała się na chrzest i w dniu 14 kwietnia 1855 roku została przyjęta do Kościoła katolickiego. Taylor była również pisarką, pisała m.in. powieści, reportaże z podróży. 
WW 1869 roku odwiedziła ziemie polskie (m.in. Poznań, Śrem, Jaszkowo, Turew, Górę Świętej Anny), gdzie spotkała się z Edmundem Bojanowskim i zapoznała z działalnością założonego przez niego Zgromadzenia Służebniczek Najświętszej Maryi Panny. Pod wpływem tej podróży początkowo nosiła się z myślą założenia oddziału polskiego zgromadzenia na wyspach brytyjskich, ostatecznie założyła osobne zgromadzenie Ubogich Służebnic Matki Bożej. W 1894 roku zdiagnozowano u niej cukrzycę. Zmarła 9 czerwca 1900 roku. We wrześniu 1959 roku jej szczątki przeniesiono do kaplicy domu generalnego Ubogich Służebnic Matki Bożej. W 1982 roku rozpoczął się proces beatyfikacyjny.

## Powieści
- Eastem Hospitals and English Nurses
- Tyborne and who went Thither
- May Templeton, a Tale of Faith and Love
- St Winefride or Holywell and its pilgrims. A sketch
- Agnes, or the Fervent Novice
- Holiday Tales and Conversations
- Dame Dolores and other Stories